# Eugene Davis
Eugene Davis (Montana, Estados Unidos, 17 de noviembre de 1945) es un deportista estadounidense retirado especialista en lucha libre olímpica donde llegó a ser medallista de bronce olímpico en Montreal 1976.

## Carrera deportiva
En los Juegos Olímpicos de 1976 celebrados en Montreal ganó la medalla de bronce en lucha libre olímpica de pesos de hasta 62 kg, tras el surcoreano Yang Jung-Mo (oro) y el mongol Zevegiin Oidov (plata).